# کورا-بوگیو
کورا-بوگیو (به ژاپنی: 蔵奉行 くらぶぎょう)، یک مقام بود که در دوره ادو مسئول انبارهای برنج حکومت شوگون سالاری در شهرهای بزرگی مانند ادو و آساکوسا بود.: ۲۰۱  به آن میکورا بوگیو نیز می‌گویند.
«اوکورا»، انبارهای برنج تأسیس شده توسط شوگون‌سالاری ادو، در ادو، اوساکا، کیوتو و غیره بود. این انبارها عموماً توسط یک قاضی اداره می‌شد، اما در برخی مناطق مواردی وجود داشت که چندین قاضی آن را اداره می‌کردند.